# 戸田郵便局 (岩手県)
戸田郵便局（とだゆうびんきょく）は岩手県九戸郡九戸村にある郵便局である。民営化前の分類では無集配特定郵便局であった。局番号は83232。

## 概要
住所：〒028-6612 岩手県九戸郡九戸村戸田18-2-2
かつては集配特定郵便局だったが、集配拠点の見直しにより、2004年（平成16年）9月6日付けで近隣の伊保内郵便局（郵政民営化以降は郵便事業二戸支店伊保内集配センター）に集配事務を移管され、無集配局となった。

## 沿革
- 1938年（昭和13年）2月16日 - 戸田郵便取扱所として開局（伊保内郵便局の集配区内）[1]。
- 1939年（昭和14年）12月21日 - 電話交換業務開始[2]。
- 1940年（昭和15年）12月1日 - 戸田郵便局（三等、無集配）となる[3]。
- 1944年（昭和19年）5月26日 - 集配業務開始[4]。
- 1974年（昭和49年）9月25日 - 電話交換および和文電報配達業務を九戸電報電話局に移管[5]。
- 2004年（平成16年）9月6日 - 集配業務を近隣の伊保内郵便局に移管[6]。
- 2007年（平成19年）10月1日 - 民営化。
- 2012年（平成24年）10月1日 - 日本郵便株式会社発足。

## 取扱内容
- 郵便、印紙、ゆうパック、内容証明
- 貯金、為替、振替、振込、国債
- 生命保険、バイク自賠責保険
- ゆうちょ銀行ATM

## 周辺
- 九戸村役場戸田支所
- 九戸村立戸田小学校

## アクセス
- 岩手県北バス 上戸田停留所下車
- 東北自動車道 九戸ICから南へ約11km
- 国道340号沿い
- 駐車場あり：1台